# Remo nos Jogos Olímpicos de Verão de 2016 - Skiff duplo leve masculino
As provas do skiff duplo leve masculino nos Jogos Olímpicos de 2016 decorreram entre 8 e 12 de agosto na Lagoa Rodrigo de Freitas, Rio de Janeiro.

## Formato da competição
As competições de remo desenrolaram-se em formato de rondas, dependendo de quantas embarcações estavam inscritas. Cada regata teve um máximo de seis embarcações participantes, desenrolando-se ao longo de 2000 metros. No skiff duplo leve masculino existiram 20 duplas participantes, pelo que começou com uma fase de qualificatórias onde os dois melhores classificados de cada uma seguiram directamente para as semifinais A/B. As restantes tripulações tiveram que disputar a ronda de repescagem, onde as duas primeiras embarcações de cada regata se apuraram para as semifinais A/B. As outras ficaram relegadas às semifinais C/D.
As três melhores duplas de cada regata das semifinais A/B qualificaram-se para a final A (discussão pelas medalhas), e as outras foram para a final B disputar entre o 7º e o 12º lugar. As embarcações não apuradas da repescagem para as semifinais A/B foram para as semifinais C/D. Destas, os melhores seguiram para a final C (disputa do 13º ao 18º lugar) e os restantes para a final D competir pelos outros lugares.

## Calendário
Os horários são pelo fuso de Brasília (UTC−3).
| Data                       | Hora  | Ronda           |
| -------------------------- | ----- | --------------- |
| Segunda-feira, 8 de agosto | 11:50 | Qualificatórias |
| Terça-feira, 9 de agosto   | 11:40 | Repescagem      |
| Quinta-feira, 11 de agosto | 09:10 | Semifinais A/B  |
| Quinta-feira, 11 de agosto | 13:40 | Semifinais C/D  |
| Sexta-feira, 12 de agosto  | 09:20 | Final B         |
| Sexta-feira, 12 de agosto  | 10:45 | Final A         |
| Sexta-feira, 12 de agosto  | 12:10 | Final D         |
| Sexta-feira, 12 de agosto  | 12:30 | Final C         |

## Medalhistas
Os campeões olímpicos foram os remadores da França, graças à vitória na final sobre as duplas da Irlanda (prata) e da Noruega (bronze).
|  | FRA França                |  | IRL Irlanda                   |  | NOR Noruega                  |
|  | Pierre Houin Jérémie Azou |  | Gary O'Donovan Paul O'Donovan |  | Kristoffer Brun Are Strandli |

## Resultados
Estes foram os resultados de todas as fases da competição:

### Qualificatórias
As primeiras duas embarcações de cada regata seguiram para as semifinais A/B, e as outras foram para a repescagem.

#### Qualificatória 1
| Pos. | Remadores                          | País          | Tempo   | Notas |
| ---- | ---------------------------------- | ------------- | ------- | ----- |
| 1    | Gary O'Donovan Paul O'Donovan      | IRL Irlanda   | 6:23.72 | SA/B  |
| 2    | Andrea Micheletti Marcello Miani   | ITA Itália    | 6:24.10 | SA/B  |
| 3    | Mads Rasmussen Rasmus Quist Hansen | DEN Dinamarca | 6:33.67 | R     |
| 4    | Moritz Moos Jason Osborne          | GER Alemanha  | 6:40.48 | R     |
| 5    | Cem Yılmaz Hüseyin Kandemir        | TUR Turquia   | 6:41.67 | R     |

#### Qualificatória 2
| Pos. | Remadores                         | País               | Tempo   | Notas |
| ---- | --------------------------------- | ------------------ | ------- | ----- |
| 1    | Kristoffer Brun Are Strandli      | NOR Noruega        | 6:24.81 | SA/B  |
| 2    | Josh Konieczny Andrew Campbell    | USA Estados Unidos | 6:26.56 | SA/B  |
| 3    | Felipe Cárdenas Bernardo Guerrero | CHI Chile          | 6:38.95 | R     |
| 4    | Bernhard Sieber Paul Sieber       | AUT Áustria        | 6:43.37 | R     |
| 5    | Chiu Hin Chun Tang Chiu Mang      | HKG Hong Kong      | 6:45.05 | R     |

#### Qualificatória 3
| Pos. | Remadores                             | País        | Tempo   | Notas |
| ---- | ------------------------------------- | ----------- | ------- | ----- |
| 1    | Pierre Houin Jérémie Azou             | FRA França  | 6:24.62 | SA/B  |
| 2    | Artur Mikołajczewski Miłosz Jankowski | POL Polônia | 6:27.70 | SA/B  |
| 3    | Hiroshi Nakano Hideki Omoto           | JPN Japão   | 6:34.27 | R     |
| 4    | Raúl Hernández Liosbel Hernández      | CUB Cuba    | 6:39.79 | R     |
| 5    | André Matias Jean-Luc Rasamoelina     | ANG Angola  | 6:58.93 | R     |

#### Qualificatória 4
| Pos. | Remadores                         | País              | Tempo   | Notas |
| ---- | --------------------------------- | ----------------- | ------- | ----- |
| 1    | James Thompson John Smith         | RSA África do Sul | 6:23.10 | SA/B  |
| 2    | Will Fletcher Richard Chambers    | GBR Grã-Bretanha  | 6:25.62 | SA/B  |
| 3    | Daniel Wiederkehr Michael Schmidt | SUI Suíça         | 6:29.95 | R     |
| 4    | Sun Man Wang Chunxin              | CHN China         | 6:30.83 | R     |
| 5    | Xavier Vela Willian Giaretton     | BRA Brasil        | 6:31.13 | R     |

### Repescagem
As primeiras duas embarcações de cada regata qualificaram-se para as semifinais A/B.

#### Repescagem 1
| Pos. | Rower                              | País          | Tempo   | Notas |
| ---- | ---------------------------------- | ------------- | ------- | ----- |
| 1    | Mads Rasmussen Rasmus Quist Hansen | DEN Dinamarca | 7:02.78 | SA/B  |
| 2    | Sun Man Wang Chunxin               | CHN China     | 7:03.88 | SA/B  |
| 3    | Raúl Hernández Liosbel Hernández   | CUB Cuba      | 7:07.17 | SC/D  |
| 4    | Felipe Cárdenas Bernardo Guerrero  | CHI Chile     | 7:11.38 | SC/D  |
| 5    | Cem Yılmaz Hüseyin Kandemir        | TUR Turquia   | 7:13.49 | SC/D  |
| 6    | André Matias Jean-Luc Rasamoelina  | ANG Angola    | 7:29.73 | SC/D  |

#### Repescagem 2
| Pos. | Rower                             | País          | Tempo   | Notas |
| ---- | --------------------------------- | ------------- | ------- | ----- |
| 1    | Moritz Moos Jason Osborne         | GER Alemanha  | 7:05.36 | SA/B  |
| 2    | Bernhard Sieber Paul Sieber       | AUT Áustria   | 7:06.41 | SA/B  |
| 3    | Daniel Wiederkehr Michael Schmidt | SUI Suíça     | 7:07.90 | SC/D  |
| 4    | Xavier Vela Willian Giaretton     | BRA Brasil    | 7:11.20 | SC/D  |
| 5    | Hiroshi Nakano Hideki Omoto       | JPN Japão     | 7:13.60 | SC/D  |
| 6    | Chiu Hin Chun Tang Chiu Mang      | HKG Hong Kong | 7:22.05 | SC/D  |

### Semifinais

#### Semifinais C/D
Os primeiros três classificados foram para a final C e os outros para a final D.

##### Semifinal C/D 1
| Pos. | Remadores                         | País          | Tempo   | Notas |
| ---- | --------------------------------- | ------------- | ------- | ----- |
| 1    | Daniel Wiederkehr Michael Schmidt | SUI Suíça     | 7:22.15 | FC    |
| 2    | Cem Yılmaz Hüseyin Kandemir       | TUR Turquia   | 7:24.14 | FC    |
| 3    | Felipe Cárdenas Bernardo Guerrero | CHI Chile     | 7:24.71 | FC    |
| 4    | Chiu Hin Chun Tang Chiu Mang      | HKG Hong Kong | 7:33.47 | FD    |

##### Semifinal C/D 2
| Pos. | Remadores                         | País       | Tempo   | Notas |
| ---- | --------------------------------- | ---------- | ------- | ----- |
| 1    | Xavier Vela Willian Giaretton     | BRA Brasil | 7:27:34 | FC    |
| 2    | Raúl Hernández Liosbel Hernández  | CUB Cuba   | 7:30.13 | FC    |
| 3    | Hiroshi Nakano Hideki Omoto       | JPN Japão  | 7:30.64 | FC    |
| 4    | André Matias Jean-Luc Rasamoelina | ANG Angola | 7:39.59 | FD    |

#### Semifinais A/B
As três primeiras duplas qualificaram-se para a final A disputando as medalhas. Os restantes seguiram para a final B.

##### Semifinal A/B 1
| Pos. | Remadores                      | País               | Tempo   | Notas |
| ---- | ------------------------------ | ------------------ | ------- | ----- |
| 1    | Pierre Houin Jérémie Azou      | FRA França         | 6:34.43 | FA    |
| 2    | Josh Konieczny Andrew Campbell | USA Estados Unidos | 6:35.19 | FA    |
| 3    | Gary O'Donovan Paul O'Donovan  | IRL Irlanda        | 6:35.70 | FA    |
| 4    | Will Fletcher Richard Chambers | GBR Grã-Bretanha   | 6:38.76 | FB    |
| 5    | Moritz Moos Jason Osborne      | GER Alemanha       | 6:59.28 | FB    |
| 6    | Sun Man Wang Chunxin           | CHN China          | 7:01.49 | FB    |

##### Semifinal A/B 2
| Pos. | Remadores                             | País              | Tempo   | Notas |
| ---- | ------------------------------------- | ----------------- | ------- | ----- |
| 1    | James Thompson John Smith             | RSA África do Sul | 6:38.01 | FA    |
| 2    | Kristoffer Brun Are Strandli          | NOR Noruega       | 6:38.65 | FA    |
| 3    | Artur Mikołajczewski Miłosz Jankowski | POL Polônia       | 6:40.23 | FA    |
| 4    | Andrea Micheletti Marcello Miani      | ITA Itália        | 6:40.45 | FB    |
| 5    | Mads Rasmussen Rasmus Quist Hansen    | DEN Dinamarca     | 6:45.05 | FB    |
| 6    | Bernhard Sieber Paul Sieber           | AUT Áustria       | 6:53.62 | FB    |

### Finais

#### Final D
| Pos. | Remadores                         | País          | Tempo   | Notas |
| ---- | --------------------------------- | ------------- | ------- | ----- |
| 1    | Chiu Hin Chun Tang Chiu Mang      | HKG Hong Kong | 6:57.95 |       |
| 2    | André Matias Jean-Luc Rasamoelina | ANG Angola    | 7:01.74 |       |

#### Final C
| Pos. | Remadores                         | País        | Tempo   | Notas |
| ---- | --------------------------------- | ----------- | ------- | ----- |
| 1    | Daniel Wiederkehr Michael Schmidt | SUI Suíça   | 6:42.57 |       |
| 2    | Xavier Vela Willian Giaretton     | BRA Brasil  | 6:44.80 |       |
| 3    | Hiroshi Nakano Hideki Omoto       | JPN Japão   | 6:45.81 |       |
| 4    | Cem Yılmaz Hüseyin Kandemir       | TUR Turquia | 6:47.06 |       |
| 5    | Felipe Cárdenas Bernardo Guerrero | CHI Chile   | 6:47.67 |       |
| 6    | Raúl Hernández Liosbel Hernández  | CUB Cuba    | 6:47.80 |       |

#### Final B
| Pos. | Remadores                          | País             | Tempo   | Notas |
| ---- | ---------------------------------- | ---------------- | ------- | ----- |
| 1    | Will Fletcher Richard Chambers     | GBR Grã-Bretanha | 6:28.81 |       |
| 2    | Andrea Micheletti Marcello Miani   | ITA Itália       | 6:29.52 |       |
| 3    | Bernhard Sieber Paul Sieber        | AUT Áustria      | 6:32.30 |       |
| 4    | Mads Rasmussen Rasmus Quist Hansen | DEN Dinamarca    | 6:34.72 |       |
| 5    | Sun Man Wang Chunxin               | CHN China        | 6:40.74 |       |
| 6    | Moritz Moos Jason Osborne          | GER Alemanha     | 6:42.19 |       |

#### Final A
| Pos.              | Remadores                             | País               | Tempo   | Notas |
| ----------------- | ------------------------------------- | ------------------ | ------- | ----- |
| Medalha de ouro   | Pierre Houin Jérémie Azou             | FRA França         | 6:30.70 |       |
| Medalha de prata  | Gary O'Donovan Paul O'Donovan         | IRL Irlanda        | 6:31.23 |       |
| Medalha de bronze | Kristoffer Brun Are Strandli          | NOR Noruega        | 6:31.39 |       |
| 4                 | James Thompson John Smith             | RSA África do Sul  | 6:33.29 |       |
| 5                 | Josh Konieczny Andrew Campbell        | USA Estados Unidos | 6:35.07 |       |
| 6                 | Artur Mikołajczewski Miłosz Jankowski | POL Polônia        | 6:42.00 |       |